# Shelley Morrison
Shelley Morrison, nome d'arte di Rachel Mitrani (New York, 26 ottobre 1936 – Los Angeles, 1º dicembre 2019), è stata un'attrice statunitense.
Divenne nota per il suo ruolo nel telefilm Will & Grace dal 1999 al 2006 dove interpretava Rosario Salazar, la cameriera di Karen Walker.
Shelley Morrison è morta al Cedars-Sinai Medical Center di Los Angeles il 1° dicembre 2019, a causa di un arresto cardiaco dopo una breve malattia. Aveva 83 anni.

## Filmografia parziale

### Attrice

#### Cinema
- La pelle che scotta (The Interns), regia di David Swift (1962)
- Il castello del male (Castle of Evil), regia di Francis D. Lyon (1966)
- Divorzio all'americana (Divorce American Style), regia di Bud Yorkin (1967)
- Come salvare un matrimonio e rovinare la propria vita (How to Save a Marriage and Ruin Your Life), regia di Fielder Cook (1968)
- L'oro di Mackenna (Mackenna's Gold), regia di J. Lee Thompson (1969)
- Una pazza storia d'amore (Blume in Love), regia di Paul Mazursky (1973)
- Breezy, regia di Clint Eastwood (1973)
- Per fortuna c'è un ladro in famiglia (Max Dugan Returns), regia di Herbert Ross (1983)
- In campeggio a Beverly Hills (Troop Beverly Hills), regia di Jeff Kanew (1989)
- Mela e Tequila - Una pazza storia d'amore con sorpresa (Fools Rush In), regia di Andy Tennant (1997)

#### Televisione
- Corruptors (Target: The Corruptors) – serie TV, episodio 1x25 (1962)
- General Hospital – soap opera, puntate sconosciute (1963)
- Il dottor Kildare (Dr. Kildare) – serie TV, episodi 3x28-4x20 (1964-1965)
- Laredo – serie TV, 4 episodi (1965-1967)
- Il fuggiasco (The Fugitive) – serie TV, episodio 3x11 (1965)
- The Flying Nun – serie TV, 56 episodi (1967-1970)
- Los Angeles: ospedale nord (The Interns) – serie TV, episodio 1x03 (1970)
- I nuovi medici (The Bold Ones: The New Doctors) – serie TV, episodio 3x02 (1971)
- La famiglia Partridge (The Partridge Family) – serie TV, episodio 3x11 (1972)
- A tutte le auto della polizia (The Rookies) – serie TV, episodi 1x07-2x06-3x03 (1972-1974)
- Le strade di San Francisco (The Streets of San Francisco) – serie TV, episodio 1x20 (1973)
- Scuola di football (1st & Ten) – serie TV, episodi 4x06-4x11 (1987)
- La signora in giallo (Murder, She Wrote) – serie TV, episodio 8x19 (1992)
- L.A. Law - Avvocati a Los Angeles (L.A. Law) – serie TV, episodio 8x10 (1994)
- Quell'uragano di papà (Home Improvement) – serie TV, episodio 7x02 (1997)
- Will & Grace – serie TV 68 episodi (1999-2006)

### Doppiatrice
- Shark Tale, regia di Bibo Bergeron e Vicky Jenson (2004)
- Manny tuttofare (Handy Manny) – serie animata, 17 episodi (2006-2012)

## Doppiatrici italiane
- Doriana Chierici in Will & Grace (eccetto ep. 1x22)
- Lorenza Biella in Il silenzio del testimone